# Onthophagus unidentatus
Onthophagus unidentatus är en skalbaggsart som beskrevs av Antoine Boucomont 1927. Onthophagus unidentatus ingår i släktet Onthophagus och familjen bladhorningar. Inga underarter finns listade i Catalogue of Life.